# Susi és Tekergő (film, 1955)
A Susi és Tekergő (eredeti cím: Lady and the Tramp) 1955-ben bemutatott amerikai rajzfilm, amely Ward Greene regénye alapján készült. A 15. Disney-film rendezői Clyde Geronimi, Wilfred Jackson és Hamilton Luske. Az animációs játékfilm producere Walt Disney. A forgatókönyvet Don DaGradi, Joe Rinaldi, Erdman Penner és Ralph Wright írta, a zenéjét Oliver Wallace szerezte. A mozifilm a Walt Disney Productions gyártásában készült, a Buena Vista Distribution forgalmazásában jelent meg. Műfaja drámai romantikus filmvígjáték.
Amerikában 1955. június 22-én, Magyarországon 1997. július 17-én mutatták be a mozikban. A magyar változatot VHS-en, DVD-n és Blu-rayen is kiadták.

## Televíziós megjelenések
Disney Channel, Disney Junior, HBO, HBO 2 

## Érdekesség
Az eredeti, angol nyelvű regényben és a rajzfilmben a főszereplő spániel neve Lady, azaz Hölgy, Úrhölgy, míg a magyar fordításban kicserélték a nevét Susi-ra.
A diszkó végnapjai című 1998-as filmben a főszereplők hosszasan vitatkoznak azon, hogy egymáshoz illik-e Susi és Tekergő, illetve hogy mi a filmnek az „üzenete”.